# Mjövattnet, Bohuslän
Mjövattnet är en sjö i Uddevalla kommun i Bohuslän och ingår i Bäveåns huvudavrinningsområde. Sjön är 6,7 meter djup, har en yta på 0,026 kvadratkilometer och befinner sig 118 meter över havet.